# لهک
لهک، روستایی از توابع بخش مرکزی شهرستان اسلامشهر در استان تهران است.

## جمعیت
این روستا در دهستان ده عباس قرار دارد و جمعیت آن در سال ۱۳۹۹  ۵۳ نفر می باشد.